# 赫伯特·亨廷顿 (击剑运动员)
赫伯特·弗朗西斯·塞兰克·亨廷顿，OBE（英語：Herbert Francis Searancke Huntington，1888年1月15日—1968年）是一位英国击剑运动员。他参加了1920年夏季奥运会的个人和团体佩剑比赛。
除了擊劍之外，亨廷頓還是一名拳擊手，並於1912年成為陸軍和海軍軍官的中量級冠軍。第一次世界大战期間，亨廷頓是一名體能訓練主管，並在法國第二威爾斯軍團服役時在報道中被提及。 1920 年，除了參加夏季奧運會外，他還是中量級和重量級拳擊冠軍。
1921年，他在英国击剑锦标赛上获得重剑冠军 ，并获得了服务重量级拳击冠军。 1923 年退休前，他在指挥部服役，后来获得大英帝国勋章。 